# Sigríður Sigurjónsdóttir
Sigríður Sigurjónsdóttir (27 de setembro de 1960) é uma linguista islandesa, professora da Universidade da Islândia. Bacharel em Linguística e doutora em Linguística Aplicada pela Universidade da Califórnia em Los Angeles. Em seguida, realizou estágio pós-doutoral no Instituto de Linguagem e Fala da Universidade de Utreque.
Sigurjónsdóttir é uma das principais pesquisadoras no campo da aquisição da linguagem, variação e mudança linguística no islandês moderno. Em particular, estuda o processo de aquisição da sintaxe em crianças islandesas, especialmente formação de sentenças e transitividade.